# Antheuil

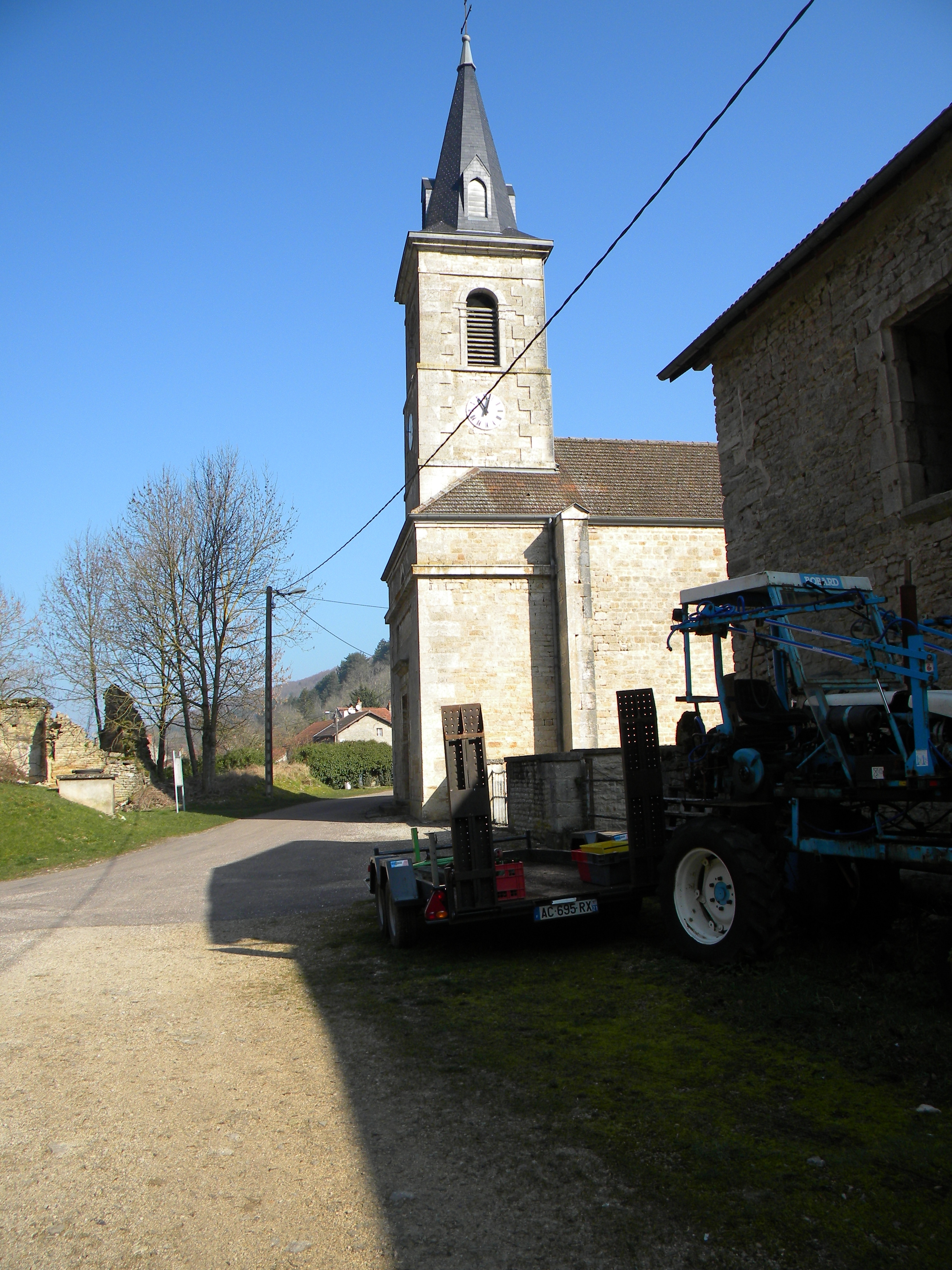
Kerk

Antheuil is een gemeente in het Franse departement Côte-d'Or (regio Bourgogne-Franche-Comté) en telt 65 inwoners (2009). De plaats maakt deel uit van het arrondissement Beaune.

## Geografie
De oppervlakte van Antheuil bedraagt 10,6 km², de bevolkingsdichtheid is dus 6,1 inwoners per km².
De onderstaande kaart toont de ligging van Antheuil met de belangrijkste infrastructuur en aangrenzende gemeenten.

## Demografie
Onderstaande figuur toont het verloop van het inwonertal (bron: INSEE-tellingen).